# Lee Terry

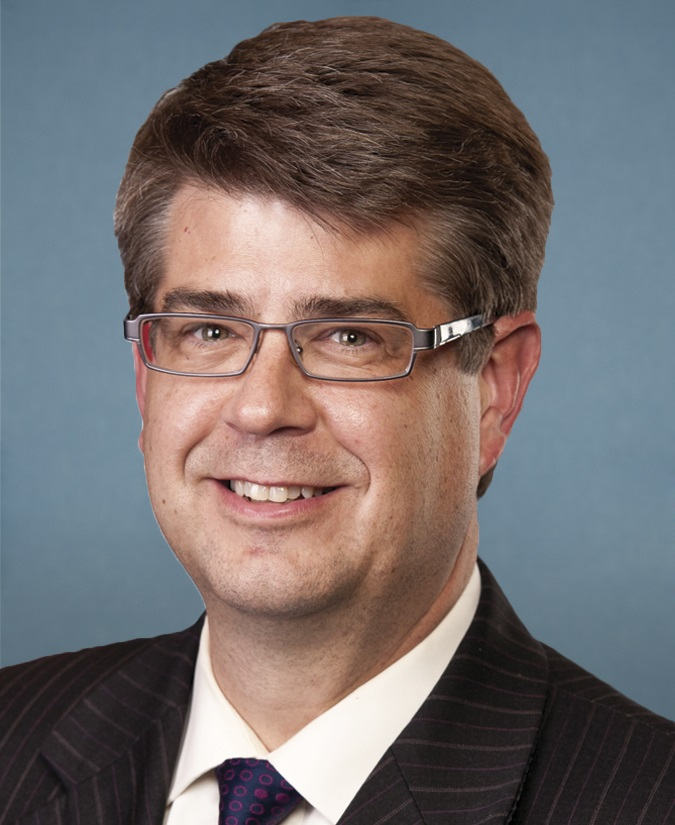
Lee Terry

Lee Raymond Terry (* 29. Januar 1962 in Omaha, Nebraska) ist ein US-amerikanischer Politiker (Republikanische Partei). Von 1999 bis 2015 vertrat er den zweiten Wahlbezirk des Bundesstaates Nebraska im US-Repräsentantenhaus.

## Werdegang
Lee Terry besuchte die Northwest High School in Omaha und studierte dann bis 1984 an der University of Nebraska in Lincoln. Nach einem anschließenden Jurastudium an der Creighton Law School in Omaha wurde er 1987 als Rechtsanwalt zugelassen. Danach begann er in seinem neuen Beruf zu arbeiten, wobei er sich auf das Zivilrecht spezialisierte. Zwischen 1991 und 1998 war Terry Mitglied des Stadtrats von Omaha. Dort war er zwei Jahre lang Vorsitzender des Gremiums. Bei den Kongresswahlen des Jahres 1998 wurde er im zweiten Distrikt von Nebraska in das US-Repräsentantenhaus gewählt.
Nachdem er in den folgenden Jahren zunächst jeweils in seinem Amt bestätigt wurde, konnte er bis zum 3. Januar 2015 im Kongress verbleiben. Dort war er zuletzt Mitglied im Energie- und Handelsausschuss. Bei den Kongresswahlen 2014 verlor er als einer von nur zwei amtierenden republikanischen Abgeordneten seinen Sitz. Der Demokrat Brad Ashford besiegte ihn mit 49:46 Prozent der Stimmen.
Terry setzte sich in seiner Zeit als Abgeordneter für ein Verbot von Internetglücksspielen ein und befürwortete die Forschung nach alternativen Energiequellen. Mit seiner Fray Robyn lebt er privat in Omaha.